# Дејан Вукићевић
Дејан Вукићевић (Краљево, 2. јун 1965 — Београд, 26. јун 2022) био је српски књижевник, библиотекар, библиограф и уредник.
У Народној библиотеци Србије водио је Фонд старе, ретке и минијатурне књиге. Добитник је најзначајнијих награда из области библиотечко-информационе делатности. Објавио је више књига прича и два романа.

## Школовање и библиотечки рад
Гимназију је завршио у Краљеву, а на Филолошком факултету у Београду је 1994. године дипломирао на Катедри за општу књижевност.
Године 2004. oдбранио је на Филолошком факултету у Београду магистарски рад  Дело (1954–1992): библиографија, а 2010. и докторску дисертацију Завичајни фондови.
После краћег задржавања у просвети као наставник српског језика и књижевности, запослио се у Народној библиотеци „Радослав Веснић“ (данас НБ „Стефан Првовенчани“) у Краљеву, где је прошао кроз читав процес библиотечког пословања, од инвентарисања, рада на позајмном и научном одељењу, до сложених послова као што су алфабетска и стручна каталогизација, стручни надзор у оквиру матичних послова и вођење набавне политике библиотеке.
Од 2000. године ради у Народној библиотеци Србије најпре у оквиру Збирке старог плаката и летка, а након три године преузима Фонд старих, ретких и минијатурних књига.
У Народној библиотеци Србије активно учествује у раду Стручног савета и више комисија од којих у некима и као координатор. На његову иницијативу НБС je формирала Комисију за критеријуме старе и ретке библиотечке грађе, који су готово дословно унети у актуелни Закон о старој и реткој библиотечкој грађи. Учествује као координатор Комисије за доношење Смерница за оснивање и вођење завичајних фондова.

## Уреднички рад у часописима из библиотечко-информационе делатности
Члан је уредништва више стручних часописа из библиотечко-информационе делатности као што су Гласник Народне библиотеке Србије (од 2016), а од 2017. и зборника Сусрета библиографа у Инђији. Коуредник је зборника с конференције Посебне збирке у контексту заштите културне баштине и као подстицај културног развоја (НБС, 2017). Био је члан редакције Новина Београдског читалишта, а тренутно је у редакцији Гласа библиотеке.

## Публикације из библиотекарства и библиографије
Објавио је дванаест монографских публикација из области библиографије и библиотекарства. Међу њима су:
- Библиографија прилога у краљевачкој књижевној периодици (Књ. 1 Освит–Октобар–Слово, 2000; Књ. 2 Повеља 1971–2000, 2001)
- Библиографија Матије Бећковића и Библиографија Драгана Лакићевића (Дерета, 2006)
- Дело: 1955–1992: библиографија (Институт за књижевност и уметност, Народна библиотека Србије, Матица српска, 2007)
- Првих 20 година: библиографија Графичког атељеа „Дерета” (Дерета, 2008)
- Библиографија Николаја Тимченка (Задужбина Николаја Тимченка, Културни центар Лесковца, 2008)
- Библиографија Бранислава Петровића (Градска библиотека Панчева, 2009)
- Библиографија Добрице Ћосића (Службени гласник, 2010)
- Завичајни фондови (Службени гласник, Народна библиотека Инђија, 2011)
- Библиографија српских енциклопедија и лексикона (Завод за уџбенике, 2014)
- Каталог Легата Петра Колендића: рукописи, кореспонденција, старе књиге, коаутори Злата Бојовић, Нада Мирков Богдановић (Народна библиотека Србије, 2015)
- Библиографија српских речника (Народна библиотека Србије, 2016 [2018])
- Non imprimatur или цензура у библиотекарству и издаваштву (Библиотека „Влада Аксентијевић” Обреновац, Библиотека „Димитрије Туцовић” Лазаревац, 2019)
- Библиографија академика Матије Бећковића (Српска академија наука и уметности, 2019)
- Библиографију Српске књижевне задруге 2003-2022 (Српска књижевна задруга, 2022).[3]

## Изложбе
Осмислио је и поставио пет веома запажених изложби с каталозима и пропратним текстовима:
- Први српски рат плакатима (НБС, 2005, поставка у 32 града)
- Каква корист од наслова (штанд НБС на београдском Сајму књига, 2005)
- Масонски симболи на старој српској књизи (са Немањом Радуловићем, Завичајно одељење Библиотеке града Београда, 2006)
- Збирка старе српске књиге, Библиотека Дома Народне скупштине (Дом Народне скупштине, 2006)
- Mинијатура на зрну грашка: збирка минијатурних књига Народне библиотеке Србије (НБС, 2014)[4]

Био је сарадник на изложби Заљубити се у један град: Београд у путописима европских путника (2007).

## Награде из библиотечко-информационе делатности
За свој библиографски рад и за допринос библиотечко-информационој делатности уопште добио је најзначајније награде као што су:
- 2007 — Награда „Стојан Новаковић”, за књигу Дело: 1955-1992.
- 2012 — Награда „Марија Илић Агапова”, у Библиотеци града Београда за најбољег библиотекара града Београда.
- 2014 — Награда „Стојан Новаковић”, за Библиографију српских енциклопедија и лексикона;
- 2019 — Награда „Јанко Шафарик”, за укупан допринос развоју библиотечко-информационе делатности у земљи.
- 2020 — Награда „Дејан Медаковић”, за књигу NON IMPRIMATUR или цензура у библиотекарству и издаваштву.[5]

## Књижевни рад
Дејан Вукићевић почео је да објављује књижевне радове 1988. године. Јављао се на углавном анонимним конкурсима и добио тридесетак награда локалног значаја од којих треба издвојити награду Српско перо (Јагодина, 1999), трећу награду „Милутин Ускоковић” (Ужице, 2017), награду за најбољи есеј (Пријепоље, 1995; Ниш, 1992).
Бави се пре свега прозом, али је објавио и неколико есеја и књижевних приказа (о Књизи проповједниковој, Марију Варгасу Љоси, Сервантесу, Гогољу, Лотреамону, Андреју Макину, Алесандру Барику...).
До сада је објавио два романа и четири књиге прича.
Књигу прича Омама озбиљно је у разматрање узео жири Андрићеве награде, последњи роман Церебрум жирији Виталове награде, награде „Стеван Сремац”, и награде „Биљана Јовановић”, а нашао се и у ширем избору Нинове награде. Књига прича Нокат и месо била је у ужем избору за Андрићеву и награду „Стеван Сремац”, ширем избору за „Печат времена”.
Заступљен је у петнаестак зборника и антологија од којих треба издвојити антологију новије српске приче У књигама све пише Милутина Луја Данојлића. Књига прича Алеја бизарних кипова преведена је и као електронска књига објављена на пољском језику, а неколико прича објављено је у пољским књижевним часописима.
Часопис Књижевност је 2001. године објавио тематски блок о њему. Проза Дејана Вукићевића била је предмет на два научна међународна скупа у Нишу и Трнову у Бугарској.

## Дела
Књиге прича
- Корота, Народна књига, 1998;
- Алеја бизарних кипова, Рад, 2002;
- Омама, „Филип Вишњић”, 2007;
- Нокат и месо, Културни центар Новог Сада, 2016.
- Приватна антологија, СКЗ, 2021.

Романи
- Бодило, Грађански форум, 2005;
- Церебрум, Чигоја штампа, 2012.

## Остало
Од осталих доприноса и ангажмана могу се издвојити:
- 2004. Председник жирија Сајма књига у Нишу за награде: Најбољи издавач, Најбоља едиција, Највећи издавачки подухват, Најбоља опрема књиге.
- Од 2005. до 2007. био члан редакције Новина Београдског читалишта.
- Од 2008. члан је Одбора Сусрета библиографа у Инђији.
- Од 2008. члан Комисије за сарадњу са Библиотеком Српске патријаршије.
- Председник жирија за награду „Стојан Новаковић” за 2010. и члан жирија 2016.
- Од 2010. до 2012. координатор Комисије за израду Основних смерница за формирање и вођење завичајних фондова.
- Од 2010. до 2012. рецензент је панчевачког часописа Читалиште за област старе и ретке књиге.
- Од 2011. члан је редакције Гласа библиотеке у Чачку.
- Од 2011. члан Стручног савета Народне библиотеке Србије.
- 2013. члан жирија за најчитанију књигу НБС.
- Од 2013. члан Комисије за утврђивање предлога за категоризацију старе и ретке библиотечке грађе и проглашавање старе и ретке библиотечке грађе за културно добро од изузетног значаја.
- Од 2014. држи акредитоване семинаре о старој и реткој библиотечкој грађи и завичајним фондовима.
- Од 2014. члан је Стручног тима за одређивање приоритета у конзерваторско-рестаураторској делатности НБС.
- Од 2015. потпредседник је Уређивачког одбора Лексикона српских библиотекара.
- Од 2015. члан је Управног одбора Библиотекарског друштва Србије.
- Од 2016. је предавач и испитивач из предмета Библиографија за стручни испит у библиотекарској струци.
- У 2016. и 2017. иницијатор је конференције и члан Програмског одбора међународне конференције Посебних фондова НБС Посебне збирке у контексту заштите културне баштине и као подстицај културног развоја.
- У 2016, 2017. и 2018. члан је Програмског одбора међународне конференције Библиотекарског друштва Србије.
- У 2018. је члан Програмског одбора Библионета.
- У 2018. члан је Организационог одбора за обележавање 150 година НБ „Стефан Првовенчани” у Краљеву.
- У 2018. био је председник жирија за доделу Награде „Запис” Библиотекарског друштва Србије.
- Од 2019. изабран је за потпредседника Библиотекарског друштва Србије.
- Од 2019. је председник Статусне комисије за област библиотекарства и информатике Библиотекарског друштва Србије.
- У 2020. члан комисије за националну Награду „Јанко Шафарик” Народне библиотеке Србије.
- Коуредник је зборника с конференције Посебне збирке у контексту заштите културне баштине и као подстицај културног развоја (НБС, 2017).
- Иницијатор је и координатор Комисије за израду Критеријума за стару, ретку и минијатурну књигу.
- Писац рецензија и стручних мишљења за тридесетак пројеката.
- Сарадник Лексикона писаца Југославије и Српске енциклопедије.